# Université Petre Andrei
Pour les articles homonymes, voir Andrei.
L’université Petre Andrei est une université  de Iași, en Roumanie, fondée en 1990. Elle porte le nom de Petre Andrei (ro) (1891-1940), philosophe et sociologue, ministre de l'éducation du royaume de Roumanie de 1938 à 1940.